# Skagensmalerne
Skagensmalerne var en skandinavisk kunstnerkoloni, som bosatte sig i Skagen for kunstnerfællesskabet og for hovedsageligt at male naturomgivelser og lokalmiljø. Deres kunstneriske produktion kendetegnes af realistiske friluftsmalerier i rige farver.
Skagensmalernes kunst var især billeder af naturen og af dagligdags gøremål. Skagensmalerne er fortrinsvis kendt for at have malet billeder af fiskernes hårde og farlige liv. Blandt de første malere på sommerophold i Skagen var Martinus Rørbye i 1834 og Karl Madsen i 1873. Nogle af de mest kendte skagensmalere er Marie og P.S. Krøyer, nordmanden Christian Krohg, Holger Drachmann, Laurits Tuxen og ægteparret Michael og Anna Ancher. Andre skikkelser var Carl Locher, Viggo Johansen, Thorvald Niss samt svenskerne Sofia Anna Palm de Rosa,
Oscar Björck og Johan Krouthén. Skagensmalerne var en del af det moderne gennembrud (ca. 1870-1900). Einar Hein, Jens Vige, Johannes Wilhjelm og G.F. Clement hørte til den yngre generation af skagensmalere. Ligeledes hørte Ella Heide, Jørgen Aabye, Frederik Lange og Tupsy Clement til den unge generation af skagensmalere.
Kunstnere, der kom til Skagen før der opstod en egentlig kunstnerkoloni i 1870'erne var bl.a. Christian Blache, Vilhelm Melbye, og Johan Peter Raadsig, hvorfor nogen regner disse som skagensmalere.
Mange af kunstnerne boede på Brøndums Hotel, som var ejet af Brøndum, Anna Anchers far. En del af betalingen for opholdet var gerne et kunstværk. Nogle er på hotellet, men de fleste hænger i dag på det nærliggende kunstmuseum.
Kunstnerkolonien er rigt repræsenteret på bl.a. Skagens Museum og Den Hirschsprungske Samling.

## Galleri
- Hip hip hurra! Kunstnerfest på Skagen af P.S. Krøyer, 1888
- Syende fiskerpige, af Anna Ancher, 1890
- Vil han klare pynten?, af Michael Ancher, ca. 1880
- Ageposten af Carl Locher, 1885
- Lammehoved på fad af Viggo Johansen, 1880
- Båden sættes i søen. Skagen af Oscar Björck, 1884
- Leif Eriksøn oppdager Amerika af Christian Krohg, 1893
- Havet i oprør af Holger Drachmann, ca 1900-1910
- Den druknede bringes i land af Laurits Tuxen, 1913
- Optrukne både af Viggo Johansen, 1910
- Morgen ved stranden af Thorvald Niss, 1888
- Sovende dreng Skagen, af Johan Krouthén 1883